# Damaged (블랙 플래그의 음반)
| 전문가 평가                   | 전문가 평가 |
| 평가 점수                     | 평가 점수   |
| 출처                          | 점수        |
| ----------------------------- | ----------- |
| AllMusic                      | [ 2 ]       |
| Christgau's Record Guide      | A−          |
| Encyclopedia of Popular Music | [ 4 ]       |
| The Great Rock Discography    | 8/10        |
| MusicHound Rock               | 3/5         |
| Music Story                   | 4.5/별      |
| Pitchfork                     | 9.2/10      |
| The Rolling Stone Album Guide | [ 8 ]       |
| Sounds                        | [ 9 ]       |
| Spin Alternative Record Guide | 10/10       |

《Damaged》는 1981년 11월, SST 레코드에 의해 발매한 미국의 하드코어 펑크 밴드 블랙 플래그의 데뷔 스튜디오 음반이다.
이 음반은 발매 당시 평론가들과 대중들에 의해 대체로 무시되었지만, 그 이후로 클래식이자 가장 영향력 있는 펑크 록 음반으로 인정받았으며, 팬들과 비평가들 모두에 의해 다수의 "베스트 오브" 목록에 올랐다. 이 음반은 《롤링 스톤》이 선정한 2012년 역사상 가장 위대한 음반 500장 목록에서 340위에 올랐지만, 2020년 개정에서는 487위로 하락했다. 《피치포크》는 또한 1980년대 최고의 음반 100장 목록에서 25위에 올랐다.

## 배경
블랙 플래그는 가수 키스 모리스, 론 레이예스, 데즈 카데나가 참여한 첫 번째 EP 《Neurous Breakdown》 발매 이후 정규 음반 녹음 시도를 최소 두 번 취소했다. 레이예스 세션 중 일부는 《Jealous Again》 EP가 되었고, 많은 카데나 세션 중 두 개의 선택곡은 《Six Pack》 EP와 〈Louie Louie〉/〈Damaged I〉 싱글이 되었고, 다른 세션 테이크는 나중에 《Everything Went Black》 더블 음반으로 구성되었다. 녹음 당시, 카데나는 리듬 기타(레이예스가 아직 밴드에 있을 때 처음에 맡으려고 했던 자리)로 옮겼고, 20살의 워싱턴 D.C. 주재원 헨리 롤린스는 세션이 발생하기 몇 주 전에 밴드의 새로운 리드 싱어가 되었다. 이전에 스튜디오에서 노래를 부른 적이 없었던 레이예스와 밴드에 합류하기 전에 노래를 전혀 부르지 않았던 카데나와는 달리, 롤린스는 이미 그해 초 디스코드 레코드에서 발매된 EP인 《No Policy》를 녹음한 단명의 DC 하드코어 펑크 밴드 스테이트 오브 어러트에서 그의 이름에 대한 녹음 크레딧을 하나 가지고 있었다.
밴드는 롤린스 없이 그들의 백 트랙을 녹음했는데, 롤린스는 밴드 멤버 그렉 긴 (기타)과 척 두카우스키 (베이스)의 코치로 보컬을 오버더빙했다. 가장 복잡한 보컬 트랙은 결국 두카우스키의 〈What I See〉였는데, 이 곡의 브릿지에서 즉흥적인 연설을 하기로 되어 있었지만 롤린스가 만족스러운 어떤 것도 생각해내지 못했을 때 두카우스키에 의해 하나가 쓰여졌고, 전체 밴드의 백 보컬이 특징인 〈TV Party〉였다.
이 음반은 웨스트할리우드의 산타 모니카 블브드에 있는 유니콘 스튜디오에서 녹음되었다. 이 밴드는 세션 전에 유니콘 스튜디오가 입주한 건물의 다른 부분에서 거주하며 리허설을 하고 있었다.
드러머 로보는 연주할 때 왼쪽 손목에 덜컹거리는 팔찌를 차고 있었다. 특히 그가 올무 드럼을 칠 때마다 덜컹거리는 소리는 사운드의 일부가 되었다.

## 커버 아트
펑크 사진작가 에드워드 콜버가 찍은 이 커버 아트는 롤린스가 거울을 통해 주먹을 넣는 모습을 묘사하고 있다. 이 효과는 롤린스의 손목에 있는 "피"가 붉은 잉크와 커피의 혼합물인 반면, 망치로 거울을 깨서 만들어졌다. 이 사진은 《아트포럼》의 페이지에 "우상"이라고 묘사되어 왔다.

## 곡 목록
모든 곡들은 특별한 언급이 없는 한 그렉 긴에 의해 작사/작곡하였다.
| #  | 제목                      | 작사·작곡                      | 재생 시간 |
| -- | ------------------------- | ------------------------------ | --------- |
| 1. | 〈Rise Above〉            |                                | 2:26      |
| 2. | 〈Spray Paint〉           | 척 두카우스키, 긴              | 0:34      |
| 3. | 〈Six Pack〉              |                                | 2:20      |
| 4. | 〈What I See〉            | 두카우스키                     | 1:56      |
| 5. | 〈TV Party〉              |                                | 3:31      |
| 6. | 〈Thirsty and Miserable〉 | 데즈 카데나, 로사 메데아, 로보 | 2:06      |
| 7. | 〈Police Story〉          |                                | 1:30      |
| 8. | 〈Gimmie Gimmie Gimmie〉  |                                | 1:47      |

| #  | 제목             | 작사·작곡       | 재생 시간 |
| -- | ---------------- | --------------- | --------- |
| 1. | 〈Depression〉   |                 | 2:28      |
| 2. | 〈Room 13〉      | 긴, 메데아      | 2:04      |
| 3. | 〈Damaged II〉   |                 | 3:23      |
| 4. | 〈No More〉      | 두카우스키      | 2:25      |
| 5. | 〈Padded Cell〉  | 두카우스키, 긴  | 1:47      |
| 6. | 〈Life of Pain〉 |                 | 2:50      |
| 7. | 〈Damaged I〉    | 긴, 헨리 롤린스 | 3:50      |